# The Winter Ward
The Winter Ward är den svenska rockgruppen I Are Droid andra album, utgivet 2013.

## Låtlista
1. Then, at 15
2. With Lowered Arms
3. Given is Given (part I)
4. Kill it Good
5. Feathers & Dust
6. Leaving Ground
7. Odes
8. 22:22
9. Constrict/Contract
10. The Winter Ward (part II)
11. Given is Given (part II)

## Mottagande
Skivan mottog blandade recensioner och snittar på 3,2/5 på Kritiker.se, baserat på sex recensioner.